# Бабий, Иван Николаевич
Ива́н Никола́евич Ба́бий (род. 22 июля 1963) — советский украинский легкоатлет, специалист по многоборьям. Наибольших успехов добился в середине 1980-х — начале 1990-х годов, серебряный призёр Кубка Европы в командном зачёте, призёр первенств всесоюзного и республиканского значения. Выступал за физкультурно-спортивное общество профсоюзов.

## Биография
Иван Бабий родился 22 июля 1963 года. Занимался лёгкой атлетикой в Днепродзержинске, Запорожье, Львове, выступал за Украинскую ССР и физкультурно-спортивное общество профсоюзов.
Впервые заявил о себе в десятиборье в сезоне 1984 года, когда с результатом 7781 занял четвёртое место на соревнованиях в Киеве.
В июне 1985 года на всесоюзном турнире в Сочи набрал 7944 очка и занял 22-е место.
В 1986 году был восьмым на соревнованиях в Сочи и девятым на IX летней Спартакиаде народов СССР в Ташкенте.
В 1987 году выиграл бронзовую медаль в Сочи, в составе советской сборной стартовал на Кубке Европы по легкоатлетическим многоборьям в Базеле — с результатом 8102 стал шестым в личном зачёте десятиборья и тем самым помог соотечественникам выиграть серебряные медали мужского командного зачёта.
В 1988 году на зимнем чемпионате СССР в Перми выиграл серебряную медаль в восьмиборье. На международном турнире Hypo-Meeting в австрийском Гётцисе стал девятым и установил свой официально ратифицированный личный рекорд в десятиборье — 8183 очка.
В июне 1989 года с результатом 7894 был шестым на всесоюзном турнире в Брянске.
В мае 1990 года показал седьмой результат на всесоюзных соревнованиях в Сочи (7928).
В июне 1991 года в Киеве набрал 7766 очков и завоевал бронзовую награду.